# Desmeocraera forsteri
Desmeocraera forsteri är en fjärilsart som beskrevs av Sergius G. Kiriakoff 1973. Desmeocraera forsteri ingår i släktet Desmeocraera och familjen tandspinnare. Inga underarter finns listade i Catalogue of Life.